# اجرای زنده در ایندپندنت رکوردز
اجرای زنده در ایندپندنت رکوردز (انگلیسی: Live at Independent Records) نخستین آلبوم زنده از گروه موسیقی راک آمریکایی ایمجین درگنز است که در ۲۰ آوریل ۲۰۱۳ ازطریق اینترسکوپ رکوردز منتشر شد. این آلبوم توسط آلکس دا کید در دنور، کلرادو در طی اجرای ۳۱ اوت ۲۰۱۲ برای تبلیغ اولین آلبوم استودیویی‌شان، دیدهای شبانه تهیه و ضبط شده‌است.